# Musée de Bourail
Le musée de Bourail est un musée, situé dans la commune de Bourail, retraçant l'histoire du bagne de Nouvelle-Calédonie. On peut y voir notamment l'une des dernières guillotines en parfait état, la dernière exécution sur cette guillotine date de 1940.

## Histoire du bâtiment
Construit en 1870 par des bagnards, cet ancien « magasin de subsistances » de l'administration pénitentiaire fournissait les nouveaux titulaires d'une concession agricole en vêtements, couchages et vivres pendant les trente premiers mois qui suivaient leur arrivée. Les bagnards y apportaient ensuite leurs récoltes qui étaient acheminés par bateau à Nouméa. Le bâtiment a servi d'église improvisée après les cyclones de 1906 et 1932. Il devient en 1938 une fromagerie, avant de fermer en 1949. Racheté par le territoire en 1966, il est classé au titre des monuments historique en juin 1980 et rénové de 1984 à 1986. La commune de Bourail en devient propriétaire dans les années 1990. Géré par Bourail tourisme qui en assure la billetterie et l'ouverture au public, le musée de Bourail œuvre à travers des expositions et des animations culturelles à la sauvegarde et à la mise en valeur du patrimoine bouraillais et calédonien.

## Présentation
Différentes vitrines retracent l'histoire de la ville de juin 1867 et la création du petit port de Buraï jusqu'à fin 1944 et la présence néo-zélandaise sur Bourail lors de la Seconde Guerre mondiale. Au rez-de-chaussée se trouve une reconstitution d'une habitation de colon avec une étape sur l'histoire du bâtiment (forge, fromagerie, etc.).
On peut aussi découvrir l’histoire de la commune de Bourail et de la Nouvelle-Calédonie : des pétroglyphes à l’art kanak en passant par l’établissement agricole pénal, la guillotine, la présence arabe, la présence néo-zélandaise ou encore les comices agricoles…
Sur la façade du bâtiment est écrit une devise : « Ce que nous savons est peu de chose au regard de ce que nous ne savons pas. »
|  |  |  |  |

## Philatélie
Ce musée figure sur un timbre de 120 Francs Pacifiques émis par l'OPT en 1988 et dessiné par Mike Hosken.